# 10,5 cm leFH 18/40
10,5 cm leichte Feldhaubitze 18/40 – niemiecka haubica holowana wprowadzona do uzbrojenia na początku lat 40. XX wieku.
Po ataku na ZSRR okazało się, że niemieckie haubice kalibru 105 mm leFH 18 i leFH 18(M) mają tendencje do grzęźnięcia w błocie i kłopoty z ich holowaniem mają zarówno zaprzęgi konne jak i ciągniki artyleryjskie. Dlatego podjęto decyzję o opracowaniu nowej, lżejszej haubicy. Chcąc oszczędzić czasu postanowiono połączyć podzespoły działa przeciwpancernego 7,5 cm PaK 40 i haubicy 10,5 cm leFH 18(M). Nowe działo było wyposażone w łoże kołowe, dwuogonowe, rozstawne. Haubica przystosowana była do trakcji motorowej. Zasilanie odbywało się przy pomocy amunicji rozdzielnego ładowania (6 wariantów ładunków prochowych). Haubicę po krótkich testach przyjęto do uzbrojenia jako 10,5 leFH 18/40. Z czasem okazało się, że nowe działo jest niewiele lżejsze od poprzedników, za to pośpiech przy projektowaniu i testowaniu prototypów działa sprawił, że było ono obarczone wadami zmniejszającymi jego wartość bojową. Pomimo wad produkcję leFH 18/40 kontynuowano do końca wojny.